# Sagen und Legenden aus Österreich (Briefmarkenserie)
 Sagen und Legenden aus Österreich  ist eine Dauermarkenserie von Österreich mit zwölf Werten, welche von 1997 bis 2000 erschienen ist. Jede Marke zeigt eine Sage oder Legende aus Österreich.

## Markenformat
- Hochformat

## Zähnung
- Kammzähnung

## Entwurf
- Adolf Tuma

## Stich
- Werner Pfeiler

## Druck
Die Österreichische Staatsdruckerei verwendete Stichtiefdruck und Rastertiefdruck als Kombinationsdruck. Die Marken wurden in Bögen zu 100 Stück gedruckt.

## Auflagezahlen
Die Auflagenzahlen sind großteils nicht bekannt, erfahrungsgemäß kann aber davon ausgegangen werden, dass sie bis zu einigen hundert Millionen je Ausgabe betrugen. Aufgrund der Portostufe und der Laufzeit sind die Dauermarke zu 6,50 und 7,00 Schilling am häufigsten produziert worden. Die höheren Werte sind weniger verbreitet.

## Besonderheiten
Die vorhergehende Dauermarkenserie der österreichischen Post waren die Kunstwerke aus Stiften und Klöstern in Österreich. Diese Dauermarkenserie war die letzte mit Schillingwährung.
Nachfolger dieser Serie waren die Ausgabe Ferienland Österreich, die erste Dauermarkenserie Österreichs mit Eurowährung.
Der Wert zu 10,00 Schilling (Basilisk von Wien) wurde auch als Kleinblock mit geringer Auflagezahl herausgegeben. Dieser Block wurde nummeriert und gemeinsam zur Eintrittskarte der WIPA 2000 (Wiener Internationale Postwertzeichen-Ausstellung 2000) anlässlich 150 Jahre Österreichische Briefmarke vom 30. Mai 2000 bis zum 4. Juni 2000 im Austria Center Vienna in Wien ausgegeben.

## Marktwert
Die Marken sind im postfrischen Zustand wertvoller, als gebrauchte bzw. gestempelte, da durch die häufige alltägliche Verwendung ein großer Bestand vorhanden ist.
Wie bei den meisten Briefmarken ist der Wert aus den Briefmarkenkatalogen jedoch auch hier sehr stark überzeichnet, vor allem, wenn in größeren Mengen (Kiloware) gehandelt wird. Der Preis in den Katalogen kann aber als Vergleichswert zwischen Briefmarken herangezogen werden.
Durch die Euro-Einführung verloren die Marken mit Schillingwerten deutlich an Wert, da diese nach einer Übergangszeit, wo ein Umtausch möglich war, nun nicht mehr frankaturgültig sind.
Beim gestempelten Zustand ist der Preis sehr stark von der Qualität und der Lesbarkeit des Stempels (Datum, Ort, Postleitzahl) abhängig. Komplette Serien mit schönen Stempeln werden teurer gehandelt.

## Liste der Ausgaben
| Werte in Schilling | Motiv                                     | Bundesland       | Farbe      | Ausgabedatum       | Auflagenzahl | ANK Katalog Nummer | MiNr. |
| ------------------ | ----------------------------------------- | ---------------- | ---------- | ------------------ | ------------ | ------------------ | ----- |
| 6,50               | Der Lindwurm von Klagenfurt               | Kärnten          | mehrfarbig | 11. Juni 1997      |              | 2258               | 2226  |
| 7,00               | Die Grausame Rosalia von Forchtenstein    | Burgenland       | mehrfarbig | 21. März 1997      |              | 2245               | 2212  |
| 8,00               | Die schwarze Frau von Hardegg             | Niederösterreich | mehrfarbig | 19. Februar 1999   |              | 2304               | 2273  |
| 9,00               | Der Liebe Augustin                        | Wien             | mehrfarbig | 23. Jänner 1998    |              | 2272               | 2240  |
| 10,00              | Der Basilisk von Wien                     | Wien             | mehrfarbig | 21. Jänner 2000    |              | 2333               | 2303  |
| 13,00              | Der Rattenfänger von Korneuburg           | Niederösterreich | mehrfarbig | 23. Jänner 1998    |              | 2273               | 2241  |
| 14,00              | Die Donaunixe vom Strudengau              | Niederösterreich | mehrfarbig | 19. September 1997 |              | 2262               | 2231  |
| 20,00              | Die Heilige Notburga                      | Tirol            | mehrfarbig | 27. August 1999    |              | 2321               | 2290  |
| 22,00              | Der Hexenritt von Mariatrost              | Steiermark       | mehrfarbig | 28. April 2000     |              | 2343               | 2308  |
| 23,00              | Der Laib-Brot-Marter von Ober-Pfaffendorf | Niederösterreich | mehrfarbig | 16. Juni 2000      |              | 2358               | 2324  |
| 25,00              | Der Heilige Konrad von Altems             | Vorarlberg       | mehrfarbig | 5. Juni 1998       |              | 2290               | 2257  |
| 32,00              | Die Auffindung des Erzberges              | Steiermark       | mehrfarbig | 12. November 1999  |              | 2330               | 2300  |